# Isertoq
Isertoq [iˈsɜtːɔ(q)] (nach alter Rechtschreibung Isertoĸ; Kitaamiusut Isortoq) ist eine grönländische Siedlung im Distrikt Ammassalik in der Kommuneqarfik Sermersooq.

## Lage
Isertoq liegt an der Nordküste der kleinen gleichnamigen Insel inmitten einer vorgelagerten Inselgruppe zwischen dem Isertup Kangertiva und einer unbenannten Bucht. Eine lediglich 30 m breite Meerenge trennt die Insel vom Festland. Bis zum Distrikthauptort Tasiilaq sind es 62 Kilometer nach Osten, wobei es sich damit auch um den nächstgelegenen Ort handelt. Isertoq ist der südlichste Ort des Distrikts.

## Geschichte
Früher waren die Bewohner Ostgrönlands Nomaden und wechselten ihre Wohnorte jedes halbe Jahr. 1920 wurde die Insel erstmals fester besiedelt, aber von einer Gründung wurde erst 1942 gesprochen. 1930 lebten 43 Menschen in Isertoq. In den 1940er Jahren waren es rund 70. 1960 wohnten 121 Personen im Isertoq und der Ort erhielt den Status eines Udsteds. 1957 wurden eine Salzerei und ein Laden, 1958 eine Hebammenwohnung und 1960 eine Werkstatt errichtet. 1964 wurde in Isertoq eine Schulkapelle für die 38 Schüler im Ort errichtet. 1970 lebten bereits 155 Menschen dort.

## Infrastruktur und Versorgung
Isertoq kann per Schiff maximal von Juni bis November erreicht werden. Zudem existiert der Heliport Isertoq. Die Bewohner bewegen sich in und um den Ort zu Fuß, mit dem Boot und im Winter mit dem Hundeschlitten und Schneemobilen.
In Isertoq existiert eine Pilersuisoq-Filiale, die die Bewohner mit Waren versorgt. Die Strom- und Wasserversorgung wird von Nukissiorfiit übernommen. Müll wird deponiert oder in der 2000 in Betrieb genommenen Verbrennungsanlage verbrannt.

## Bebauung

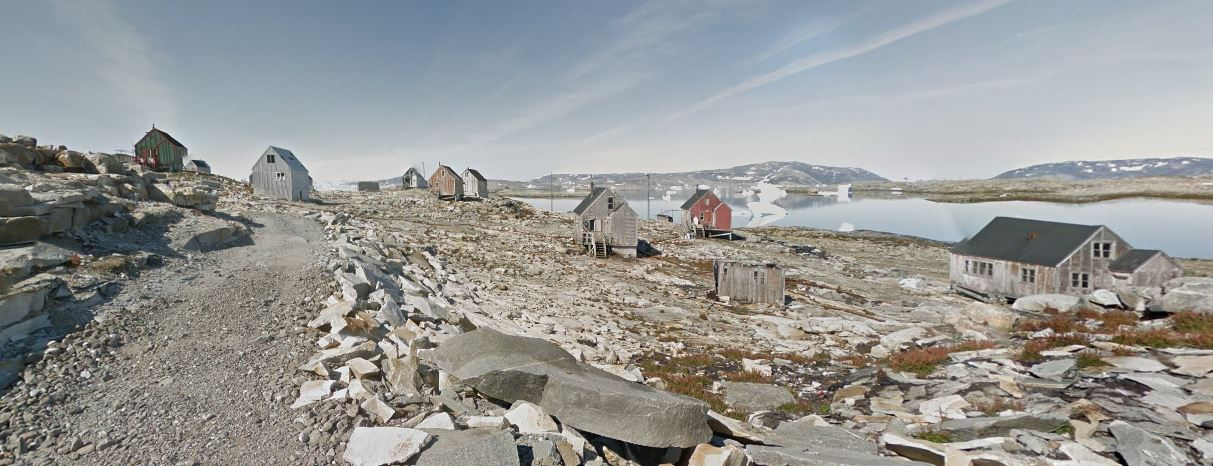
Isertoq (2017)

Isertoq hat eine Schule, ein Servicegebäude, das auch als Hotel fungiert, ein Altenheim, eine Spielgruppe, ein Versammlungsgebäude und ein Büro.

## Sport
Der 1980 gegründete Fußballverein IT-80 Isertoq nahm 2009 an der Grönländischen Fußballmeisterschaft teil.

## Söhne und Töchter
- Vittus Mikaelsen (1951–2017), Politiker (Siumut)
- Dines Mikaelsen (* 1977), Politiker (Siumut)
- Gerth Mikaelsen (* 1979), Politiker (Naleraq)

## Bevölkerungsentwicklung
Die Einwohnerzahl von Isertoq ist stark rückläufig. Seit Ende der 1970er Jahre hat sich die Bevölkerungszahl etwa geviertelt.